# Adrian Nicoară (fotbalist)
Adrian Nicoară este un fotbalist român de fotbal a jucat fotbal la Dinamo București și Oțelul Galați pe postul de atacant.

## Activitate
- Oțelul Galați (1987-1988)
- Dinamo București (1988-1989)
- Dinamo București (1989-1990)
- Oțelul Galați (1990-1991)
- Oțelul Galați (1991-1992)
- Oțelul Galați (1992-1993)